# 亞沃爾縣

51°03′N 16°11′E / 51.050°N 16.183°E
亞沃爾縣（波蘭語：Powiat jaworski），是波蘭的縣份，位於該國西南部，由下西里西亞省負責管轄，首府設於亞沃爾，面積581平方公里，2006年人口52,058，人口密度每平方公里90人。